# Javier Colombo
Javier Luciano Colombo (ur. 14 lutego 1978) – argentyński kolarz BMX, złoty medalista mistrzostw świata. 

## Kariera
Największy sukces w karierze Javier Colombo osiągnął w 2006 roku, kiedy zwyciężył w konkurencji elite podczas mistrzostw świata BMX w São Paulo. W zawodach tych wyprzedził bezpośrednio dwóch Amerykanów: Randy’ego Stumpfhausera oraz Michaela Daya. Był to jedyny medal wywalczony przez Colombo na międzynarodowej imprezie tej rangi. Na rozgrywanych trzy lata wcześniej mistrzostwach w Perth zajął ósmą pozycję w cruiserze. Nigdy nie wystąpił na igrzyskach olimpijskich.